# Tinguaçu-ferrugem
Átila-canela ou tinguaçu-ferrugem (Attila cinnamomeus)é uma espécie de ave da família Tyrannidae.
Pode ser encontrada nos seguintes países: Bolívia, Brasil, Colômbia, Equador, Guiana Francesa, Guiana, Peru, Suriname e Venezuela.
Os seus habitats naturais são: pântanos subtropicais ou tropicais.